# 徐庶角殼灰介
徐庶角殼灰介（学名：Cornucoquimba shyüshuhi）为半花介科角殼灰介屬下的一个种。